# Pohybová rovnice
Pohybová rovnice je matematicky zapsaný fyzikální vztah, který popisuje možné pohyby tělesa v daném prostředí. Tělesem se rozumí například klasické tuhé těleso nebo testovací částice, případně i soustava těles respektive částic. Prostředím se míní zejména síly a silová pole působící na těleso a mechanické vazby, které jeho pohyb omezují.
Řešením pohybové rovnice je poloha tělesa v libovolném okamžiku. V klasické mechanice tedy řešení popisuje trajektorii tělesa. V kvantové mechanice, která je pravděpodobnostní teorií, jde o poněkud obecnější problém, výsledkem je časově proměnná vlnová funkce.
Řešení obvykle není jednoznačné, protože v daném prostředí se lze pohybovat více způsoby. Pohyb je určen jednoznačně teprve po stanovení tzv. počátečních podmínek, například počáteční polohy a rychlosti tělesa.

## Tvar rovnice a počáteční podmínky
Pohybová rovnice v nejobecnějším tvaru je obvykle diferenciální rovnice druhého řádu, kde se derivuje podle času. V konkrétních případech se ale může výrazně zjednodušit. Jejím řešením je funkce popisující polohu v závislosti na čase {\displaystyle \mathbf {r} =\mathbf {r} (t)}, což je vlastně parametrické vyjádření trajektorie.
Řád diferenciální rovnice určuje, jaké počáteční podmínky je třeba zadat, aby řešení bylo jednoznačné. Pro rovnici druhého řádu, je třeba zadat počáteční polohu a rychlost tělesa.

## Klasická mechanika
Vychází se z Newtonových pohybových zákonů. Zákon setrvačnosti definuje inerciální soustavu za účelem eliminace vnějších vlivů. Zákon síly pak dává přímo pohybovou rovnici ve tvaru:
{\displaystyle \mathbf {F} =m{\frac {\mathrm {d^{2}} \mathbf {r} }{\mathrm {d} t^{2}}}\,,}
kde m je hmotnost tělesa násobená druhou časovou derivací vektoru polohy {\displaystyle \mathbf {r} =\mathbf {r} (t)}, na levé straně je vektor působící síly. Za sílu se přitom dosadí funkce času, polohy nebo i rychlosti, podle konkrétní situace, tzn. {\displaystyle \mathbf {F} =\mathbf {F} (\mathbf {r} ,\mathbf {v} ,t)}. (Například v gravitačním poli síla závisí na vzdálenosti od centrálního tělesa. Odporová síla vzduchu závisí na rychlosti pohybu.) Přitom víme, že rychlost je také časová derivace polohy {\displaystyle \mathbf {v} =(\mathrm {d} \mathbf {r} /\mathrm {d} t)}.

### Pohybové rovnice při působení nulové síly
Pohybové rovnice můžeme v případě, že na těleso nepůsobí síla, tzn. {\displaystyle \mathbf {F} =0}, vyjádřit pomocí prvního pohybového zákona.
Pro {\displaystyle \mathbf {F} =0} dostaneme pro zrychlení {\displaystyle \mathbf {a} =0}, neboť těleso zůstává v klidu nebo rovnoměrném přímočarém pohybu jen tehdy, pokud se nemění jeho vektor rychlosti. Pohybová rovnice má tedy tvar
{\displaystyle \mathbf {a} ={\frac {\mathrm {d} ^{2}\mathbf {r} }{\mathrm {d} t^{2}}}=0}
Ke stejné rovnici se dostaneme také v případě, že vyjdeme z pohybové rovnice a předpokládáme působení nulové síly, tzn. {\displaystyle \mathbf {F} =0}.
Poněvadž je zrychlení nulové, musí být rychlost konstantní, tedy {\displaystyle \mathbf {v} =\mathbf {v} _{0}}, což vyhovuje prvnímu pohybovému zákonu.
Rychlost {\displaystyle \mathbf {v} _{0}} označuje konstantní vektor rychlosti, tzv. počáteční rychlost. Tato rychlost se bez působení síly v průběhu pohybu nemění.

### Rovnoměrně zrychlený pohyb
Jde o pohyb v konstantním silovém poli, neboli všude a v každém okamžiku na těleso působí síla stejné velikosti, tedy {\displaystyle \mathbf {F} ={\mbox{konst}}}, a má směr souhlasný se směrem pohybu, tzn. {\displaystyle \mathbf {F} \parallel \mathbf {v} }. Vzhledem k tomu, že síla působí ve směru pohybu, má také zrychlení stejný směr jako rychlost, tzn. {\displaystyle \mathbf {a} \parallel \mathbf {v} }. Například na automobil působí tahová síla motoru. Jsou-li tedy všechny uvažované vektory rovnoběžné, nemusíme uvažovat vektorový charakter veličin. Rovnice se zjednoduší na tvar
{\displaystyle F=m{\frac {\mathrm {d^{2}} s}{\mathrm {d} t^{2}}}\,,}
kde {\displaystyle s=s(t)} je dráha v okamžiku t. Síla F na levé straně v tomto případě na ničem nezávisí, je konstantní. Z matematiky diferenciálních rovnic vyplývá, že všechna řešení této rovnice mají tvar
{\displaystyle s=s_{0}+v_{0}t+{\frac {1}{2}}{\frac {F}{m}}t^{2}\,,}
kde F/m má význam zrychlení. Vidíme, že zrychlení nezávisí na čase, těleso při tomto silovém působení musí neustále rovnoměrně zrychlovat. Hodnoty {\displaystyle s_{0}} a {\displaystyle v_{0}} z rovnice nevyplývají, jde o počáteční podmínky: {\displaystyle s_{0}} má význam počáteční polohy a {\displaystyle v_{0}} je počáteční rychlost. Podmínky musí být dvě, jde o přímý důsledek faktu, že pohybová rovnice obsahuje druhou derivaci. V tomto případě má počáteční rychlost stejný směr jako působící síla.
Příkladem takového pohybu je volný pád.

Pokud je působící síla konstantní, tzn. {\displaystyle \mathbf {F} ={\mbox{konst}}}, ale nepůsobí ve směru pohybu, tzn. {\displaystyle \mathbf {F} \nparallel \mathbf {v} }, pak lze pohybovou rovnici vyjádřit ve tvaru
{\displaystyle {\frac {\mathrm {d} ^{2}\mathbf {r} }{\mathrm {d} t^{2}}}={\frac {\mathbf {F} }{m}}},
kde na pravé straně rovnice se nachází konstantní vektor a na levé straně zrychlení. Toto zrychlení je tedy také konstantní a má stejný směr jako působící síla, avšak na rozdíl od případu působení konstantní síly ve směru pohybu neleží toto zrychlení ve směru dráhy. Vektor zrychlení {\displaystyle \mathbf {a} } má tedy v tomto případě jiný směr než vektor rychlosti {\displaystyle \mathbf {v} }, tzn. {\displaystyle \mathbf {a} \nparallel \mathbf {v} }.
Těleso v tomto případě vykonává obecný křivočarý pohyb. Při řešení se postupuje podobně jako v případě hledání sil při obecném křivočarém pohybu.
Příkladem takového pohybu je šikmý vrh.

### Harmonický kmitavý pohyb
Mějme takové prostředí, že síla působící na těleso je přímo úměrná vzdálenosti (výchylce) od rovnovážné polohy a má směr k této poloze. Takový systém se označuje jako harmonický oscilátor. Příkladem je závaží zavěšené na pružině (viz Hookův zákon) anebo válcová zkumavka se zatíženým dnem, která se pohupuje na hladině vody (viz Archimédův zákon). Pohybová rovnice pro tento případ má tvar
{\displaystyle -ky=m{\frac {\mathrm {d^{2}} y}{\mathrm {d} t^{2}}}\,,}
kde {\displaystyle y=y(t)} je výchylka z rovnovážné polohy, m je hmotnost tělesa. V případě pružiny má konstanta k význam tuhosti. Řešením rovnice jsou všechny funkce ve tvaru
{\displaystyle y=y_{m}\sin \left(\omega t+\varphi _{0}\right)\,,}
kde {\displaystyle \omega ={\sqrt {\frac {k}{m}}}} má význam úhlové rychlosti. Těleso tedy zákonitě musí vykonávat harmonický (sinusový) pohyb. Parametry {\displaystyle y_{m}} a {\displaystyle \varphi _{0}} jsou (opět dvě) konstanty, které jsou určeny z počátečních podmínek ( tj. jsou určeny z polohy a rychlosti v počátečním čase), jejichž fyzikální význam je maximální výchylka a počáteční fáze pohybu. Pro {\displaystyle y_{m}=0} dostáváme {\displaystyle y(t)=0}, což znamená žádný pohyb. I to je možné řešení pohybové rovnice.

### Pohybové rovnice při křivočarém pohybu
Při obecném křivočarém pohybu po zakřivené dráze nemá obecně zrychlení {\displaystyle \mathbf {a} } směr tečny ke křivce dráhy (trajektorii).
Rozložíme-li působící sílu {\displaystyle \mathbf {F} } na tečnou složku {\displaystyle F_{t}} a normálovou složku {\displaystyle F_{n}} k trajektorii pohybu, získáme vztahy
{\displaystyle F_{t}=ma_{t}=m{\frac {\mathrm {d} v}{\mathrm {d} t}}}
{\displaystyle F_{n}=ma_{n}=m{\frac {v^{2}}{\rho }}}
kde {\displaystyle v} je okamžitá rychlost a {\displaystyle \rho } je poloměr křivosti dráhy.
Tečná složka {\displaystyle F_{t}} mění velikost rychlosti tělesa, normálová složka {\displaystyle F_{n}} mění směr rychlosti. Normálová složky směřuje do středu křivosti dráhy, proto se nazývá silou dostředivou (centripetální).

Při rovnoměrném pohybu tělesa po zakřivené dráze (např. po kružnici), tedy při pohybu, při němž má rychlost konstantní velikost, platí pro tečnou sílu {\displaystyle F_{t}=0}. Na hmotný bod tak působí pouze dostředivá síla, která jej nutí pohybovat se po zakřivené dráze. Tato síla je obvykle zajištěna nějakým upevněním, které se nazývá vazba. Pokud by dostředivá síla přestala na těleso působit, nenutilo by jej již nic ke křivočarému pohybu, a proto by se podle prvního Newtonova zákona dále pohyboval přímočaře ve směru rychlosti, kterou měl v okamžiku, kdy dostředivá síla vymizela.
Dostředivá síla je tedy síla, kterou na pohybující se těleso působí vazba, čímž jej nutí ke křivočarému pohybu. Podle třetího Newtonova zákona však působí těleso na vazbu stejně velkou silou opačného směru. Tato síla se nazývá silou odstředivou (centrifugální). Tato síla míří od středu křivosti.
Otáčí-li se např. kámen upevněný na provázku, působí provázek na kámen silou dostředivou a nutí jej ke křivočarému pohybu, kámen naproti tomu působí na provázek silou odstředivou a napíná jej.

## Pohybová rovnice kontinua
V mechanice kontinua lze pohybovou rovnici vyjádřit soustavou parciálních diferenciálních rovnic ve tvaru
{\displaystyle {\frac {\partial \sigma _{ij}}{\partial x_{j}}}+G_{i}=\rho {\frac {\mathrm {d} ^{2}u_{i}}{\mathrm {d} t^{2}}}},
kde bylo použito Einsteinovo sumační pravidlo a {\displaystyle \sigma _{ij}} je tenzor napětí, {\displaystyle G_{i}} jsou složky objemové síly, {\displaystyle \rho } je hustota a {\displaystyle u_{i}} jsou složky vektoru posunutí.
Vhodnou úpravou lze získat rovnice použitelné pro určitou látku. Např. pro pohyb viskózní tekutiny jsou pohybovými rovnicemi Navierovy–Stokesovy rovnice.

## Teorie relativity
V relativistické fyzice má pohybová rovnice tvar
{\displaystyle \mathbf {F} ={\frac {\mathrm {d} \mathbf {p} }{\mathrm {d} t}}},
tzn. síla {\displaystyle \mathbf {F} } je rovna časové změně hybnosti {\displaystyle \mathbf {p} }.
V relativistické fyzice je však třeba brát v úvahu také závislost hmotnosti na rychlosti. Proto nelze v obecném relativistickém případě použít stejný výraz jako v klasické mechanice. Vyjádření pohybové rovnice ve stejném tvaru jako v klasické mechanice lze použít pouze v klidové soustavě daného tělesa. V klidové soustavě tedy platí zákony klasické mechaniky.

### Rovnoměrně zrychlený přímočarý pohyb v teorii relativity
Pokud předpokládáme, že na pohybující se těleso působí síla, která má stejný směr jako pohybující se těleso, přičemž v okamžitě klidovém systému tělesa zůstává velikost této síly stejná, tzn. nemění se v čase. Pak (v této klidové soustavě) bude konstantní také zrychlení vzhledem k okamžitě klidové soustavě, které je pro pozorovatele spojeného s tělesem mírou neinerciálnosti jeho pohybu. Pohyb lze tedy ve speciální teorii relativity považovat za rovnoměrně zrychlený, ačkoliv zrychlení vzhledem k pevně danému inerciálnímu systému v něm konstantní není.
Nechť síla působí ve směru osy x na těleso, které se v čase {\displaystyle t=0} nachází v bodě {\displaystyle x=0} a má nulovou rychlost, tzn. {\displaystyle v=0}. Z relativistické pohybové rovnice bude platit
{\displaystyle {\frac {\mathrm {d} }{\mathrm {d} t}}{\frac {v}{\sqrt {1-{\frac {v^{2}}{c^{2}}}}}}=g},
kde {\displaystyle g={\frac {F}{m_{0}}}} označuje klidové zrychlení.
Integrací tohoto vztahu získáme pro rychlost výraz
{\displaystyle v={\frac {\mathrm {d} x}{\mathrm {d} t}}={\frac {gt}{\sqrt {1+{\frac {g^{2}t^{2}}{c^{2}}}}}}}
a další integrací lze určit polohu jako
{\displaystyle x={\frac {c^{2}}{g}}\left({\sqrt {1+{\frac {g^{2}t^{2}}{c^{2}}}}}-1\right)}
Je-li {\displaystyle {(gt)}^{2}\ll c^{2}}, lze výraz pro rychlost aproximovat klasickým vztahem
{\displaystyle v=gt}
Podobně lze polohu aproximovat klasickým vztahem
{\displaystyle x={\frac {1}{2}}gt^{2}}
Avšak pro {\displaystyle t\to \infty } vyplývá z vyjádření rychlosti, že {\displaystyle v\to c}. V teorii relativity se tedy rychlost tělesa bude blížit rychlosti světla, avšak nikdy ji nepřekoná. V tomto bodě se závěry teorie relativity odlišují od klasické mechaniky.
Pokud výraz pro polohu přepíšeme do tvaru
{\displaystyle {\left(x+{\frac {c^{2}}{g}}\right)}^{2}-c^{2}t^{2}={\frac {c^{4}}{g^{2}}}}
Tato rovnice představuje rovnici hyperboly. Grafem studovaného pohybu v rovině xt je tedy hyperbola (na rozdíl od klasického případu, kdy se jedná o parabolu). V této souvislosti se také hovoří o hyperbolickém pohybu.

### Relativistický pohyb v homogenním magnetickém poli
Na těleso s elektrickým nábojem {\displaystyle e}, které se pohybuje v magnetickém poli o indukci {\displaystyle \mathbf {B} } rychlostí {\displaystyle \mathbf {v} } působí síla
{\displaystyle \mathbf {F} =e\mathbf {v} \times \mathbf {B} }
Tento vztah platí i v teorii relativity.
Předpokládejme, že magnetické pole je homogenní, časově neproměnné, a vektor {\displaystyle \mathbf {B} } má směr osy z.
Omezíme-li se na popis pohybu v rovině xy, dostaneme pohybové rovnice
{\displaystyle {\frac {\mathrm {d} p_{x}}{\mathrm {d} t}}=ev_{y}B}
{\displaystyle {\frac {\mathrm {d} p_{y}}{\mathrm {d} t}}=-ev_{x}B}
V nerelativistické fyzice bychom do těchto rovnic dosadili {\displaystyle \mathbf {p} =m_{0}\mathbf {v} } a řešením by byl pohyb po kružnici s úhlovou rychlostí {\displaystyle \omega _{0}={\frac {eB}{m_{0}}}}. V teorii relativity je však hmotnost závislá na rychlosti.
Vynásobíme první z rovnic {\displaystyle v_{x}} a druhou z rovnic {\displaystyle v_{y}} a sečteme, dostaneme
{\displaystyle v_{x}{\frac {\mathrm {d} p_{x}}{\mathrm {d} t}}+v_{y}{\frac {\mathrm {d} p_{y}}{\mathrm {d} t}}={\frac {\mathrm {d} }{\mathrm {d} t}}{\frac {m_{0}c^{2}}{\sqrt {1-{\frac {v^{2}}{c^{2}}}}}}=0}
Integrací dostaneme zákon zachování energie
{\displaystyle mc^{2}={\frac {m_{0}c^{2}}{\sqrt {1-{\frac {v^{2}}{c^{2}}}}}}={\mbox{konst}}}
Odsud plyne, že je možné považovat hmotnost {\displaystyle m} za konstantu a dostaneme obdobné řešení jako v nerelativistickém případě, tzn. pohyb probíhá po kružnici s úhlovou rychlostí
{\displaystyle \omega ={\frac {eB}{m}}={\frac {eB{\sqrt {1-{\frac {v^{2}}{c^{2}}}}}}{m_{0}}}}
Z tohoto výrazu plyne, že při relativistickém pohybu se úhlová rychlost zmenšuje s rostoucí rychlostí částice.
Je-li {\displaystyle r} poloměr kružnice, po které se těleso pohybuje, je rychlost pohybu po obvodu určena jako {\displaystyle v=r\omega }, odkud s pomocí předchozích vztahů dostáváme
{\displaystyle v={\frac {\omega _{0}r}{\sqrt {1-{\left({\frac {\omega _{0}r}{c}}\right)}^{2}}}}}
Pro {\displaystyle r\to \infty } pak platí {\displaystyle v\to c}, tzn. rychlost pohybu tělesa se blíží rychlosti světla, ale nedosáhne jí.

### Čtyřrozměrná formulace pohybových rovnic
V teorii relativity lze pohybové rovnice formulovat také pomocí čtyřvektorů.
Pokud předpokládáme, že klidová hmotnost {\displaystyle m_{0}} částice je konstantní, lze derivovat její čtyřhybnost {\displaystyle P^{\iota }} podle intervalu světočáry {\displaystyle s}, tzn.
{\displaystyle {\frac {\mathrm {d} P^{\iota }}{\mathrm {d} s}}=m_{0}c{\frac {\mathrm {d} U^{\iota }}{\mathrm {d} s}}=m_{0}cA^{\iota }},
pro {\displaystyle \iota =0,1,2,3}, kde {\displaystyle U^{\iota }} je čtyřrychlost a {\displaystyle A^{\iota }={\frac {\mathrm {d} U^{\iota }}{\mathrm {d} s}}} je vektor čtyřzrychlení.
Je-li obyčejné zrychlení určeno vztahem {\displaystyle \mathbf {a} ={\frac {\mathrm {d} \mathbf {v} }{\mathrm {d} t}}}, pak platí
{\displaystyle A^{\iota }={\frac {1}{c}}{\frac {\mathrm {d} \gamma }{\mathrm {d} s}}(c,\mathbf {v} )+{\frac {\gamma }{c^{2}}}(0,\gamma \mathbf {a} )={\frac {\gamma ^{2}}{c^{2}}}\left({\frac {\gamma ^{2}\mathbf {v} \cdot \mathbf {a} }{c}},\mathbf {a} +{\frac {\gamma ^{2}}{c^{2}}}(\mathbf {v} \cdot \mathbf {a} )\cdot \mathbf {v} \right)},
kde {\displaystyle \gamma } je Lorentzův faktor.
Volbou vztažného systému lze dosáhnout toho, aby časová složky čtyřzrychlení byla nulová, z čehož plyne, že čtyřzrychlení je prostorupodobný vektor.
Pohybové rovnice lze vyjádřit jako
{\displaystyle {\frac {\mathrm {d} P^{\iota }}{\mathrm {d} \tau }}=m_{0}c^{2}A^{\iota }=F_{M}^{\iota }},
kde {\displaystyle \tau } je vlastní čas a {\displaystyle F_{M}^{\iota }} je jsou složky čtyřvektoru Minkowskiho síly. Minkowskiho čtyřsíla je s třírozměrnou silou {\displaystyle \mathbf {f} } spojena vztahem
{\displaystyle F_{M}^{\iota }=\gamma \left({\frac {1}{c}}{\frac {\mathrm {d} E}{\mathrm {d} t}},{\frac {\mathrm {d} \mathbf {p} }{\mathrm {d} t}}\right)=\gamma \left({\frac {\mathbf {f} \cdot \mathbf {v} }{c}},\mathbf {f} \right)}
Tato rovnice v sobě zahrnuje nejen relativistické pohybové rovnice, ale také vztah pro časovou změnu energie, tzn.
{\displaystyle {\frac {\mathrm {d} E}{\mathrm {d} t}}=\mathbf {f} \cdot \mathbf {v} }
Uvedené rovnice platí pouze za předpokladu konstantnosti klidové hmotnosti, tzn. {\displaystyle {\frac {\mathrm {d} m_{0}}{\mathrm {d} \tau }}=0}. Tyto procesy jsou označovány jako mechanické. Dochází-li ke změně klidové energie (a tedy i změně klidové hmotnosti), jedná se o procesy nemechanické. Příkladem nemechanického procesu je např. ohřívání tělesa, tedy zvyšování jeho klidové energie.
U mechanických procesů platí
{\displaystyle \mathbf {F} _{M}\cdot \mathbf {U} =\eta _{\iota \kappa }F_{M}^{\iota }U^{\kappa }=0}
Podle tohoto vztahu je tedy za uvedených podmínek čtyřsíla kolmá na čtyřrychlost.

## Kvantová mechanika
Pohyb v částicové kvantové mechanice je popsán časovým vývojem komplexní vlnové funkce. Přesná poloha částice není určena, lze určit pouze pravděpodobnost výskytu v dané oblasti prostoru. Základní pohybovou rovnicí je Schrödingerova rovnice:
{\displaystyle i\hbar {\frac {\partial \psi }{\partial t}}=\left(-{\frac {\hbar ^{2}}{2m}}\Delta +V\right)\psi \,,}
kde {\displaystyle i} je imaginární jednotka, {\displaystyle \hbar } je Planckova konstanta, {\displaystyle \psi =\psi ({\mathbf {r} },t)} je vlnová funkce, {\displaystyle m} je hmotnost částice, {\displaystyle \Delta } je Laplaceův operátor. Silové pole je popsáno nikoliv pomocí intenzity pole ale potenciální energie, která závisí na poloze v prostoru a obecně i na čase: {\displaystyle V=V({\mathbf {r} },t)}. Závorka na pravé straně rovnice je Hamiltonův operátor. Ten vyjadřuje celkovou energii částice jako součet kinetické a potenciální energie. Výraz na levé straně odpovídá působení operátoru energie na vlnovou funkci. Jde o parciální diferenciální rovnici nad komplexními čísly, protože vlnová funkce se tu derivuje jak podle času tak i prostorových souřadnic.
Na levé straně rovnice vystupuje první parciální derivace vlnové funkce podle času, na pravé straně se derivuje dvakrát podle prostorových souřadnic (Laplaceův operátor). To naznačuje, že Schrödingerova rovnice není v souladu se speciální teorií relativity, protože není invariantní vůči Lorentzově transformaci. Musela by zacházet s prostorovými i časovými souřadnicemi stejně. Pro relativistické případy je tedy třeba použít jiné rovnice.

## Relativistická kvantová mechanika
- Kleinova–Gordonova rovnice
- Diracova rovnice